# Хайдар Мухаммад
Хайдар Мухаммад (настоящее имя — Мухамедалиев Хайдар Мухаммадсиддик углы; 01.04.1936 — 09.10.2022) — узбекский драматург, писатель, обладатель ордена «Дустлик», академик Туронской академии.

## Биография
Родился в многодетной семье на улице Янгиарык (Ташкент, Узбекистан).
Отец Мухаммадсиддик работал в ТашТрансГурж, а также бригадиром. Семья жила небогато. Мама — Таджинисо Файзихожа кизи. По обстоятельствам молодой Хайдар воспитывался у Хикоят Рахматила кизи вместо собственной матери. С ранних лет намечались творческие способности и любовь к литературе. Учился в Школе № 20 с 1945 по 1952, а после в школе № 8 с 1952 до 1956. Годы службы в армии — 1957—1959. Поступил в «Тошкент давлат пидагогика инистетути» в 1959 и окончил обучение в 1964, факультет «Литературы». Работал 1965—1976 Издателем в узбекском радиокомитете, в «Узбекистон Республикаси Маданият ва спорт вазирлиги» начал карьеру 1976—1979. Вернулся в радиокомитет в 1979 году как главный редактор. Работал в театре, учитель в институте «Узбекистон Давлат санат ва мадания иниститути».

## Творчество
Трилогия:
- Первый том — «Бобурнинг йигитлиги (Юношество Бабура)»
- Второй том — «Катталар ва болалар кушиклари (Песни для детей и взрослых)»
- Третий том — «Табассум Шоший айтган хангомалар»

Пьесы:
1. «Тошкентнинг нозанин маликаси»,
2. «Хотинлар гапидан чиккан хангома»,
3. «Сехирли тамбур»,
4. «Жиноят устида ушлансин»,
5. «Хазилкаш шох»,
6. «Соиб Хужаев хангомалари»
7. «Навоий бир куни»